# Culex anduzei
Culex anduzei är en tvåvingeart som beskrevs av Nelson Leander Cerqueira och Lane 1944. Culex anduzei ingår i släktet Culex och familjen stickmyggor. Inga underarter finns listade i Catalogue of Life.